# Guemps
Guemps [ɡɛms] est une commune française située dans le département du Pas-de-Calais en région Hauts-de-France. Ses habitants sont appelés les Guempois.
La commune fait partie de la communauté de communes de la Région d'Audruicq qui regroupe 15 communes et compte 28 077 habitants en 2021.

## Géographie

### Localisation
Localisée dans le nord du département du Pas-de-Calais, Guemps est une commune située, à vol d'oiseau, à 10 km au sud-ouest de la commune de Calais (chef-lieu d'arrondissement).
Le territoire de la commune est limitrophe de ceux de cinq communes.
Les communes limitrophes sont  Ardres, Les Attaques, Marck, Nortkerque et Offekerque.

### Géologie et relief
La superficie de la commune est de 15,89 km2 ; son altitude varie de 1  à   5 mètres. Son territoire forme une bande presque rectangulaire, de 7 km de long sur environ 2,7 km de large, inclinée nord - sud-est.

### Hydrographie
Le territoire de la commune est situé dans le bassin Artois-Picardie.
Ce territoire est sillonné de canaux et de larges fossés, appelés watergangs, chargés d'évacuer les eaux comme :
- le canal de Calais, d'une longueur de 32,51 km, qui prend sa source dans la commune de Saint-Pierre-Brouck, dans le département du Nord, et se jette dans la Manche au niveau de la commune de Calais[4] ;
- le canal de Marck, canal, chenal de 17,53 km, qui prend sa source dans la commune d'Ardres et se jette dans le canal de Calais à Saint-Omer au niveau de la commune de Calais[5] ;
- le Vinfil, cours d'eau naturel non navigable de 6,38 km, qui prend sa source dans la commune de Vieille-Église et se jette dans le canal de Marck au niveau de la commune d'Ardres[6] ;
- le watergang de la Serpentine, cours d'eau naturel non navigable de 4,27 km, qui prend sa source dans la commune d'Ardres et se jette dans le Traquenard au niveau de la commune d'Offekerque[7] ;
- le watergang Meerstraten, cours d'eau naturel non navigable de 3,86 km, qui prend sa source dans la commune d'Ardres et se jette dans le canal de Calais au niveau de la commune d'Offekerque[8] ;
- la rivière d'Oye, d'une longueur de 13,52 km, qui prend sa source dans la commune de Marck et se jette dans l'Aa canalisée au niveau de la commune de Gravelines[9].

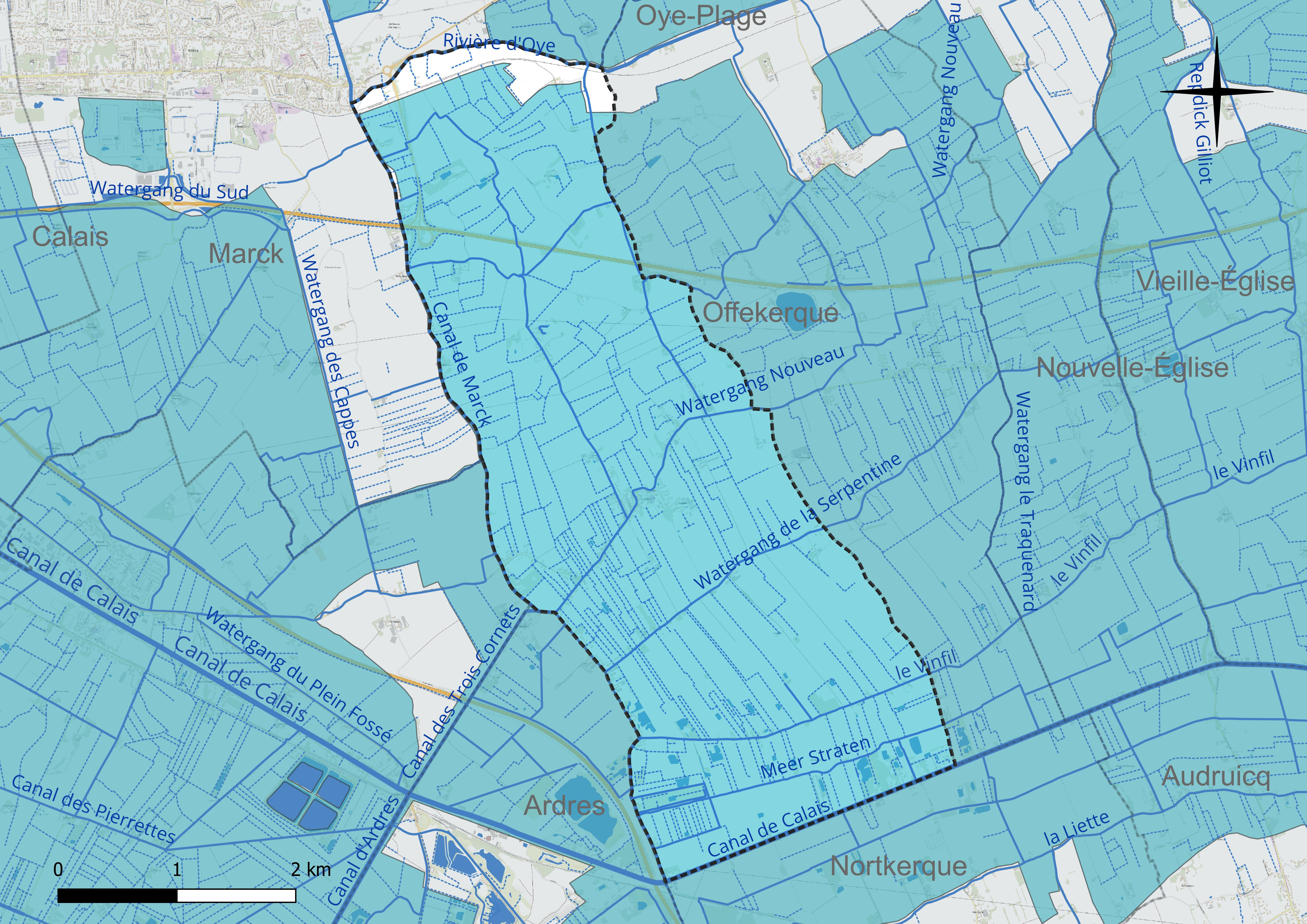
Réseau hydrographique de Guemps.

### Climat
Pour des articles plus généraux, voir Climat des Hauts-de-France et Climat du Pas-de-Calais.
En 2010, le climat de la commune est de type climat océanique altéré, selon une étude du CNRS s'appuyant sur une série de données couvrant la période 1971-2000. En 2020, Météo-France publie une typologie des climats de la France métropolitaine dans laquelle la commune est exposée à un climat océanique et est dans la région climatique Côtes de la Manche orientale, caractérisée par un faible ensoleillement (1 550 h/an) ; forte humidité de l’air (plus de 20 h/jour avec humidité relative > 80 % en hiver), vents forts fréquents.
Pour la période 1971-2000, la température annuelle moyenne est de 10,8 °C, avec une amplitude thermique annuelle de 13,3 °C. Le cumul annuel moyen de précipitations est de 737 mm, avec 12,1 jours de précipitations en janvier et 7,8 jours en juillet. Pour la période 1991-2020, la température moyenne annuelle observée sur la station météorologique la plus proche, située dans la commune de Marck à 5 km à vol d'oiseau, est de 11,0 °C et le cumul annuel moyen de précipitations est de 737,1 mm,. Pour l'avenir, les paramètres climatiques de la commune estimés pour 2050 selon différents scénarios d'émission de gaz à effet de serre sont consultables sur un site dédié publié par Météo-France en novembre 2022.
| Mois                                  | jan.          | fév.           | mars          | avril         | mai           | juin           | jui.           | août           | sep.           | oct.            | nov.            | déc.             | année     |
| ------------------------------------- | ------------- | -------------- | ------------- | ------------- | ------------- | -------------- | -------------- | -------------- | -------------- | --------------- | --------------- | ---------------- | --------- |
| Température minimale moyenne (°C)     | 2,7           | 2,7            | 3,9           | 5,5           | 8,5           | 11,3           | 13,5           | 13,6           | 11,4           | 8,8             | 5,7             | 3,3              | 7,6       |
| Température moyenne (°C)              | 5,1           | 5,5            | 7,2           | 9,6           | 12,5          | 15,3           | 17,6           | 17,9           | 15,4           | 12,2            | 8,4             | 5,7              | 11        |
| Température maximale moyenne (°C)     | 7,6           | 8,2            | 10,5          | 13,6          | 16,6          | 19,4           | 21,8           | 22,2           | 19,5           | 15,6            | 11,1            | 8,1              | 14,5      |
| Record de froid (°C) date du record   | −14 08.01.10  | −11,3 11.02.12 | −5,9 01.03.18 | −5 08.04.03   | −0,5 01.05.21 | 3,3 05.06.1991 | 4,9 07.07.1996 | 5,6 29.08.1993 | 0,9 22.09.1997 | −5,7 29.10.1997 | −7,1 24.11.1998 | −13,2 28.12.1996 | −14 2010  |
| Record de chaleur (°C) date du record | 17,3 01.01.22 | 19,6 24.02.21  | 23,6 31.03.21 | 25,5 22.04.11 | 31,1 27.05.05 | 34 21.06.17    | 39,9 19.07.22  | 35,7 06.08.03  | 32,6 10.09.23  | 27,6 02.10.11   | 20,2 07.11.15   | 17 19.12.15      | 39,9 2022 |
| Ensoleillement (h)                    |               |                |               | 2 107         | 2 318         | 2 212          | 2 393          | 2 138          | 1 738          | 1 146           | 758             | 631              |           |
| Précipitations (mm)                   | 59,5          | 47,2           | 40,2          | 37,9          | 49,6          | 51,6           | 54,7           | 67,1           | 62,9           | 91              | 92,4            | 83               | 737,1     |

### Milieux naturels et biodiversité

#### Zone naturelle d'intérêt écologique, faunistique et floristique
L’inventaire des zones naturelles d'intérêt écologique, faunistique et floristique (ZNIEFF) a pour objectif de réaliser une couverture des zones les plus intéressantes sur le plan écologique, essentiellement dans la perspective d’améliorer la connaissance du patrimoine naturel national et de fournir aux différents décideurs un outil d’aide à la prise en compte de l’environnement dans l’aménagement du territoire.
Le territoire communal comprend une ZNIEFF de type 1 : les watergangs des Attaques et d'Andres et le lac d'Ardres. Cette ZNIEFF est marqué par la présence d’un réseau dense de fossés, mares et watergangs.

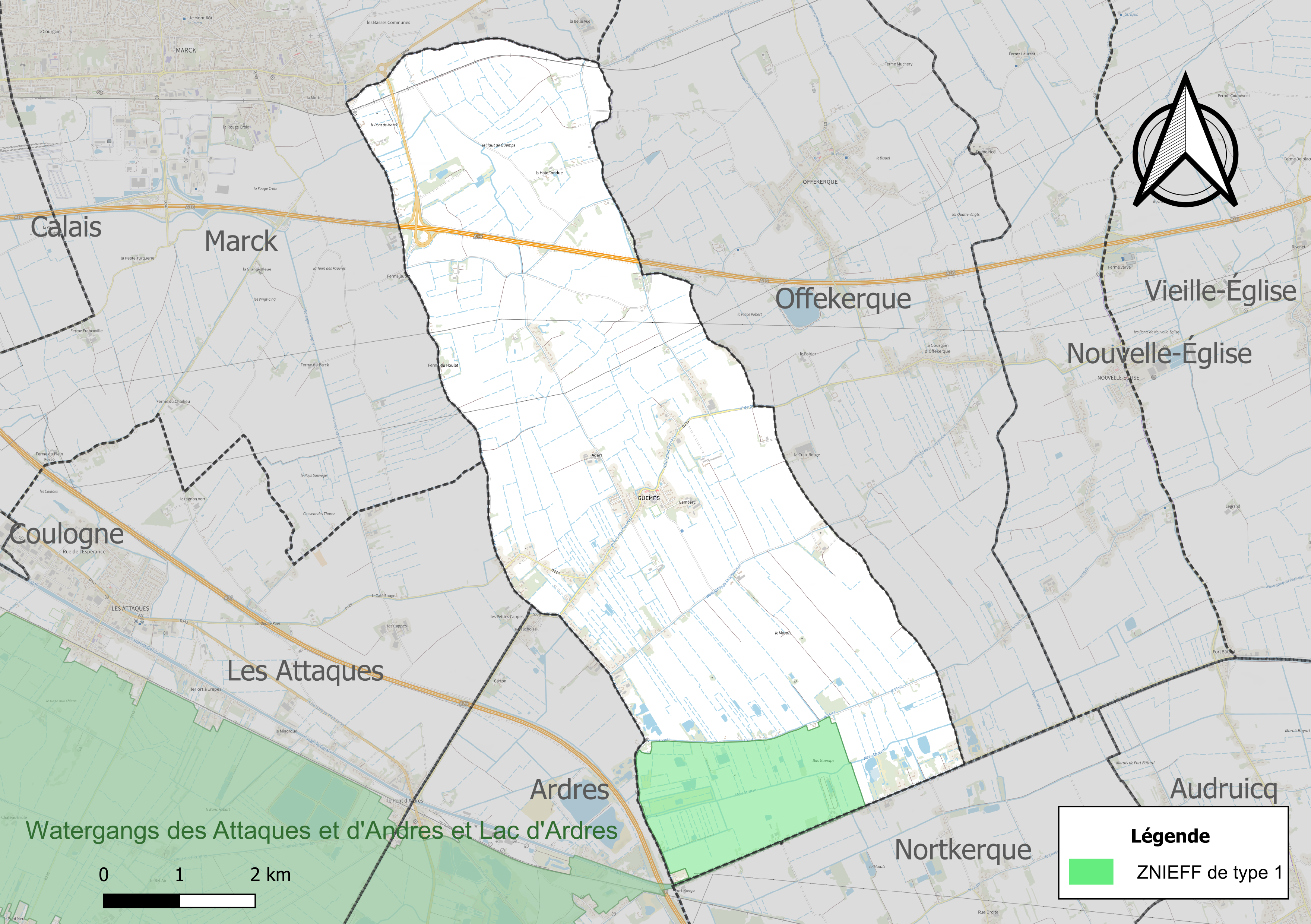
Carte de la ZNIEFF dans la commune.

#### Espèces faunistiques et floristiques
Le site de l’Inventaire national du patrimoine naturel (INPN) recense plusieurs espèces faunistiques et floristiques sur le territoire de la commune dont certaines sont protégées et d’autres menacées et quasi-menacées.

## Urbanisme

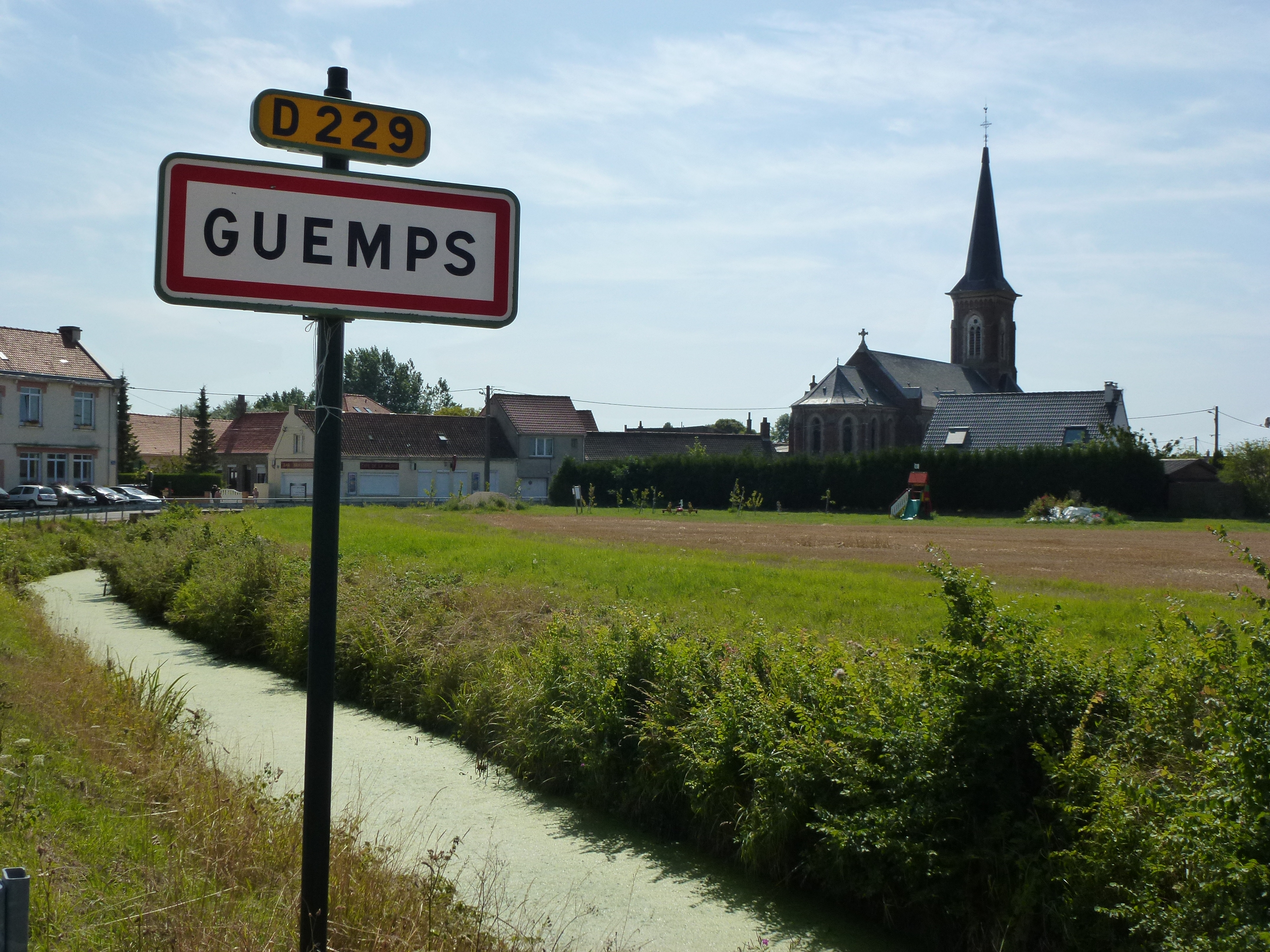
Vue sur Guemps.

### Typologie
Au 1er janvier 2024, Guemps est catégorisée commune rurale à habitat dispersé, selon la nouvelle grille communale de densité à sept niveaux définie par l'Insee en 2022.
Elle est située hors unité urbaine. Par ailleurs la commune fait partie de l'aire d'attraction de Calais, dont elle est une commune de la couronne,. Cette aire, qui regroupe 45 communes, est catégorisée dans les aires de 50 000 à moins de 200 000 habitants,.

### Occupation des sols
L'occupation des sols de la commune, telle qu'elle ressort de la base de données européenne d’occupation biophysique des sols Corine Land Cover (CLC), est marquée par l'importance des territoires agricoles (100 % en 2018), une proportion identique à celle de 1990 (100 %). La répartition détaillée en 2018 est la suivante :
terres arables (96,5 %), zones agricoles hétérogènes (3,5 %). L'évolution de l’occupation des sols de la commune et de ses infrastructures peut être observée sur les différentes représentations cartographiques du territoire : la carte de Cassini (XVIIIe siècle), la carte d'état-major (1820-1866) et les cartes ou photos aériennes de l'IGN pour la période actuelle (1950 à aujourd'hui).

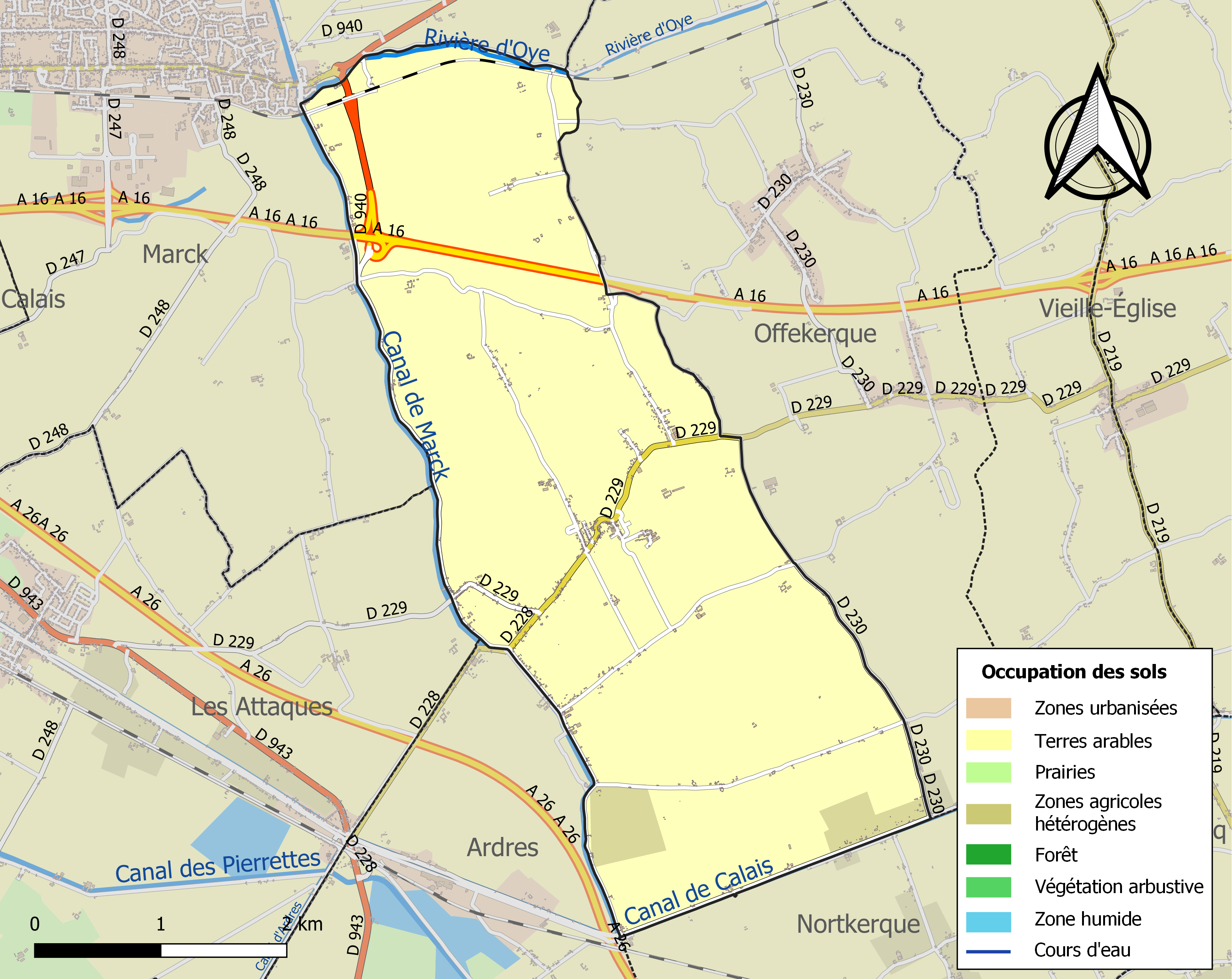
Carte des infrastructures et de l'occupation des sols de la commune en 2018 (CLC).

### Voies de communication et transports

#### Voies de communication
La commune est desservie par la route départementale D 229 et par la sortie no 49 de l'autoroute A16, reliant la région parisienne et la frontière belge.

#### Transports
La commune se trouve à 16 km, à l'est, de la gare de Calais-Ville, située sur la ligne de Boulogne-Ville à Calais-Maritime, desservie par des trains des réseaux TGV inOui et TER Hauts-de-France.

### Risques naturels et technologiques
Le 18 juin 2019, un arrêté reconnaissant l'état de catastrophe naturelle sécheresse a été pris, pour onze communes du Pas-de-Calais, dont Guemps, afin que puisse avoir lieu l'indemnisation par les assurances des cas de maisons ou bâtiments fissurés à la suite du retrait-gonflement des argiles.
À la suite du passage des tempêtes Ciarán, Domingos et Elisa et des inondations et coulées de boue qui se sont produites, la commune est reconnue, par arrêté du 14 novembre 2023, en état de catastrophe naturelle pour inondations et coulées de boue sur la période du 2 au 12 novembre 2023, comme 179 autres communes du département.

## Toponymie

### Attestations anciennes
Le nom de la localité est attesté sous les formes Ganape en 826 ; Guem en 1178 ; Ganep en 1216 ; Gamum en 1271 ; Gams en 1415 ; Ghemps, Ghemp en 1556 ; Genope en 1556 ; Guemp en 1583 ; Gemp au XVIe siècle; Guemps en 1793 ;  Guemps depuis 1801.
En flamand, le nom de la commune est Ganep.

### Étymologie
L'origine du vocable Guemps serait un dérivé de Genape, identique à Ganapa. La syllabe Gan (vieux saxon), gaen ou gaan (néerlandais) correspond au verbe  aller  (anglais : go), le radical : ap (celtique) ou apa (bas allemand) veut dire  eau. Leur réunion (Gan apa) signifie donc  eau courante, tout comme le nom watergang (water : eau, gang : voie), donné à de grands fossés aménagés pour l’évacuation des eaux, en sorte que Ganape ou Guemps doit se traduire  pays des Watergang - liens  ou pays wateringué.

## Histoire

### Antiquité et Moyen Âge
Guemps est un ancien port maritime romain situé au fond du golfe de Morinie, aujourd'hui disparu, les polders ayant fait reculer la côte vers le nord. Au Moyen Âge, les terres sont asséchées par les moines et exploitées. Néanmoins, au XIVe siècle, Guemps est encore beaucoup une terre de marais.

#### Occupation anglaise (1347-1558)
Les Anglais établissent deux forts (Fort Brûlé et Fort Rouge) afin de protéger leurs possessions dans le Calaisis.
Guemps faisait partie des paroisses proches de Calais occupées par les Anglais depuis le 4 août 1347, date à laquelle ceux-ci ont pris Calais. Elle est restée anglaise pendant 150 ans jusqu'à janvier 1558, date à laquelle les Français reprennent Calais (siège de Calais 1558).

### Époque moderne
Les Français restaurent les forts en 1642 et édifient un troisième fort au Pont de Guemps (le fort Louis) afin d'augmenter la sécurité du canton contre les courses continuelles des garnisons espagnoles de Gravelines et de Bourbourg.
Vers la fin de la guerre de Trente Ans, les forts tombent aux mains des Espagnols. La prise de Gravelines en 1658, qui rendit la paix au Calaisis, fit cesser toutes les attaques étrangères.
Lorsque Louis XIV se fut rendu maître de l'Artois en 1677, ces forts furent rasés.
Le village devient une zone paisible d'agriculture.

### Époque contemporaine

#### Première Guerre mondiale
Pendant la Première Guerre mondiale, la commune reçoit un hôpital militaire belge du 1er janvier 1916 au 1er février 1919. 56 corps n'ont pas été rapatriés, ils reposent aujourd'hui dans le cimetière.
Guemps dépend également du commandement d'étapes ayant son siège à Nouvelle-Église, (élément de l'armée organisant le stationnement de troupes, comprenant souvent des chevaux, pendant un temps plus ou moins long, sur les communes dépendant du groupement, en arrière du front). À ce titre, le 30 juin 1917, plus de 1600 hommes de troupe et plus de 1500 chevaux stationnent sur le village.
Le 28 septembre 1917, un avion anglais en panne se pose à Guemps à 7 h 30 ; il réussit à réparer et redécolle en début d'après midi.
Un cas de fièvre typhoïde s'est déclaré dans la commune de Guemps, dans la population civile faisant un mort en novembre 1917. Plusieurs cas vont se déclarer dans la population civile ce qui va entrainer l'ordre de consigner les troupes (les 22-23 novembre, plus de 1000 hommes, 20 officiers, 76 chevaux) présentes dans la commune.
Le 1er décembre 1917, le commandement d'étapes est transféré à Saint-Folquin dont la commune va alors relever. Elle accueille alors pendant quelque temps sur son territoire un hôpital militaire belge. En décembre, sont régulièrement retrouvés sur le territoire du village autour de 1000 soldats cantonnés.
Le 9 janvier 1918, un cas de fièvre cérébro-spirale (méningite) s'est déclaré parmi les troupes hébergées à Guemps, obligeant à une évacuation rapide du local et à des mesures de désinfection.
Le 11 mars 1918, en début de soirée, un incendie s'est déclaré dans les dépendances de la ferme d'Alfred Destrez, cultivateur. Le feu a détruit des bâtiments (une écurie, une remise), divers objets agricoles, du foin. L'origine est inconnue. La présence de soldats dans la commune a permis de limiter au mieux les ravages : des soldats belges sont intervenus pour sauver des objets, aider à maîtriser les flammes et à faire en sorte que le bilan ne soit pas plus lourd.
Une bombe de petit calibre a été lancée le 20 mars 1918 dans la soirée par un avion ennemi sur le territoire de Guemps. Elle visait un projecteur anglais et est tombée dans un champ.
Lorsqu'un raid aérien ennemi est annoncé, le responsable du commandement d'étapes fait prévenir toutes les communes qui font partie du groupe afin que soit appliquée la principale consigne donnée dans cette situation : masquer les lumières. Le 22 mars, ce responsable signale, il l'avait déjà fait le 21 janvier 1918, qu'il ne peut prévenir par téléphone trois communes : Nouvelle-Église, Guemps et Offekerque, et ne dispose donc d'aucun moyen efficace pour faire parvenir le signal. À la date du 22 mars, les sécheries de chicorée situées sur les trois communes ne fonctionnent plus, ce qui rend moins essentiel de pouvoir faire parvenir le message d'alerte.

#### Seconde Guerre mondiale
Lors de la bataille de Gravelines, pendant la Seconde Guerre mondiale, les Allemands installent des ambulances dans la commune de Guemps : dans les écoles publiques et dans un bosquet. On y compta 18 morts : un Français, un Marocain, trois Anglais, douze Allemands et un réfugié russe.

#### Depuis 1945
Par arrêté préfectoral du 20 décembre 2016, la commune est détachée le 1er janvier 2017 de l'arrondissement de Saint-Omer pour intégrer l'arrondissement de Calais.

## Politique et administration

### Découpage territorial
La commune se trouve, depuis 2017, dans l'arrondissement de Calais du département du Pas-de-Calais, auparavant, depuis 1801, elle se trouvait dans l'arrondissement de Saint-Omer.

#### Commune et intercommunalités
La commune est membre de la communauté de communes de la Région d'Audruicq.

#### Circonscriptions administratives
La commune est rattachée au canton de Marck. Avant le redécoupage cantonal de 2014, elle était, depuis 1801, rattachée au canton d'Audruicq.

#### Circonscriptions électorales
Pour l'élection des députés, la commune fait partie de la septième circonscription du Pas-de-Calais.

### Élections municipales et communautaires

#### Liste des maires
| Période    | Période                    | Identité                              | Étiquette | Qualité                           |
| ---------- | -------------------------- | ------------------------------------- | --------- | --------------------------------- |
| 1790       | 1792                       | Claude Hubert-Payelle                 |           |                                   |
| 1792       | 1795                       | Jean-Jacques Waguet-Gautier           |           |                                   |
| 1795       | 1798                       | Jean-François Lamiot-Gadbled          |           |                                   |
| 1798       | 1799                       | André-Nicolas Waguet-Deldrève         |           |                                   |
| 1799       | 1808                       | Pierre Yansse                         |           |                                   |
| 1808       | 1830                       | Jean-Louis Noël-Baude                 |           |                                   |
| 1830       | 1833                       | Pierre-Jacques-François Waguet-Hatute |           |                                   |
| 1833       | 1844                       | Louis-Romain Waguet-Dereudre          |           |                                   |
| 1844       | 1848                       | Jean-Baptiste Wäy-Waguet              |           |                                   |
| 1848       | 1855                       | Pierre-François Guilbert-Dessaint     |           |                                   |
| 1855       | 1865                       | Hilaire Limousin-Bouclet              |           |                                   |
| 1865       | 1878                       | François Barbotte                     |           |                                   |
| 1878       | 1880                       | Henri Hubert-Duchâteau                |           |                                   |
| 1880       | 1888                       | Prosper Duflos-Deldrève               |           |                                   |
| 1888       | 1904                       | François Duflos-Deldrève              |           |                                   |
| 1904       | 1919                       | Elie Limousin-Waguet                  |           |                                   |
| 1919       | 1929                       | Henri Rivenet                         |           |                                   |
| 1929       | 1935                       | Eugène Adam-Hamerel                   |           |                                   |
| 1935       | 1945                       | Félix Gorain                          |           |                                   |
| 1945       | 1960                       | Georges Paris                         |           |                                   |
| 1960       | 1977                       | Paul Dessaint                         |           |                                   |
| 1977       | 2008                       | Michel Cousin                         |           |                                   |
| mars 2008  | Février 2014,              | Jean-Marc Pichon                      | MoDem     | Démissionnaire d'office           |
| avril 2014 | En cours (au 15 mars 2022) | Charles Cousin                        |           | , Réélu pour le mandat 2020-2026, |

## Équipements et services publics
Guemps a inauguré la nouvelle salle de sport « Hubert Rivelon », le dimanche 14 août 2022.

### Enseignement
La commune est située dans l'académie de Lille et dépend, pour les vacances scolaires, de la zone B.
Elle administre une école primaire.

### Justice, sécurité, secours et défense
La commune dépend du tribunal judiciaire de Saint-Omer, du conseil de prud'hommes de Saint-Omer, de la cour d'appel de Douai, du tribunal de commerce de Boulogne-sur-Mer, du tribunal administratif de Lille, de la cour administrative d'appel de Douai, du pôle nationalité du tribunal judiciaire de Boulogne-sur-Mer et du tribunal pour enfants de Saint-Omer.

## Population et société

### Démographie
Les habitants de la commune sont appelés les Guempois.

#### Évolution démographique
L'évolution du nombre d'habitants est connue à travers les recensements de la population effectués dans la commune depuis 1793. Pour les communes de moins de 10 000 habitants, une enquête de recensement portant sur toute la population est réalisée tous les cinq ans, les populations de référence des années intermédiaires étant quant à elles estimées par interpolation ou extrapolation. Pour la commune, le premier recensement exhaustif entrant dans le cadre du nouveau dispositif a été réalisé en 2008.

En 2022, la commune comptait 1 092 habitants, en évolution de −0,46 % par rapport à 2016 (Pas-de-Calais : −0,72 %, France hors Mayotte : +2,11 %).
| 1793 | 1800 | 1806 | 1821 | 1831 | 1836 | 1841 | 1846 | 1851 |
| ---- | ---- | ---- | ---- | ---- | ---- | ---- | ---- | ---- |
| 486  | 523  | 522  | 668  | 671  | 707  | 743  | 828  | 798  |

| 1856 | 1861 | 1866 | 1872 | 1876 | 1881 | 1886 | 1891 | 1896 |
| ---- | ---- | ---- | ---- | ---- | ---- | ---- | ---- | ---- |
| 793  | 798  | 861  | 918  | 950  | 975  | 983  | 985  | 997  |

| 1901  | 1906  | 1911  | 1921 | 1926 | 1931 | 1936 | 1946 | 1954 |
| ----- | ----- | ----- | ---- | ---- | ---- | ---- | ---- | ---- |
| 1 049 | 1 025 | 1 037 | 974  | 961  | 913  | 904  | 917  | 877  |

| 1962 | 1968 | 1975 | 1982 | 1990 | 1999 | 2006 | 2008 | 2013  |
| ---- | ---- | ---- | ---- | ---- | ---- | ---- | ---- | ----- |
| 855  | 797  | 768  | 808  | 858  | 882  | 944  | 962  | 1 060 |

| 2018  | 2022  | - | - | - | - | - | - | - |
| ----- | ----- | - | - | - | - | - | - | - |
| 1 086 | 1 092 | - | - | - | - | - | - | - |

#### Pyramide des âges
En 2018, le taux de personnes d'un âge inférieur à 30 ans s'élève à 40,9 %, soit au-dessus de la moyenne départementale (36,7 %). À l'inverse, le taux de personnes d'âge supérieur à 60 ans est de 18,0 % la même année, alors qu'il est de 24,9 % au niveau départemental.
En 2018, la commune comptait 520 hommes pour 566 femmes, soit un taux de 52,12 % de femmes, légèrement supérieur au taux départemental (51,50 %).
Les pyramides des âges de la commune et du département s'établissent comme suit.
| Hommes | Classe d’âge | Femmes |
| ------ | ------------ | ------ |
| 0,4    | 90 ou +      | 0,9    |
| 3,7    | 75-89 ans    | 4,9    |
| 13,3   | 60-74 ans    | 12,7   |
| 22,5   | 45-59 ans    | 17,3   |
| 22,5   | 30-44 ans    | 20,3   |
| 15,4   | 15-29 ans    | 19,8   |
| 22,3   | 0-14 ans     | 24,0   |

| Hommes | Classe d’âge | Femmes |
| ------ | ------------ | ------ |
| 0,5    | 90 ou +      | 1,6    |
| 5,6    | 75-89 ans    | 8,9    |
| 16,7   | 60-74 ans    | 18,1   |
| 20,2   | 45-59 ans    | 19,2   |
| 18,9   | 30-44 ans    | 18,1   |
| 18,2   | 15-29 ans    | 16,2   |
| 19,9   | 0-14 ans     | 17,9   |

## Culture locale et patrimoine

### Lieux et monuments
- L'église Saint-Jean-Baptiste, refaite en 1892, par l'architecte Alfred Masson[60]. Elle héberge, en plus des statues de saint Hilaire de Poitiers et de Jeanne d'Arc, 3 éléments patrimoniaux inscrits au titre d'objet des monuments historiques[61].
- Au cimetière :
  - le monument aux morts en forme de calvaire, réalisé par le sculpteur Jules Déchin[62] commémore les guerres de 1914-1918, 1939-1945, d'Indochine et d'Algérie ;
  - un alignement de tombes belges de l'hôpital militaire de Guemps de la guerre 1914-1918 ainsi que cinq tombes de guerre de la Commonwealth War Graves Commission.
- Le moulin de Guemps, est un moulin à vent construit vers 1842, et remis en état par son actuel propriétaire[63],[64].
- Les moulins de drainage : autrefois, Guemps en comptait cinq en fonte et deux en bois. Les moulins de fonte avaient été fondus à Audruicq chez Gresset[65] entre 1900 et 1920. Des sept, il en reste deux[60].

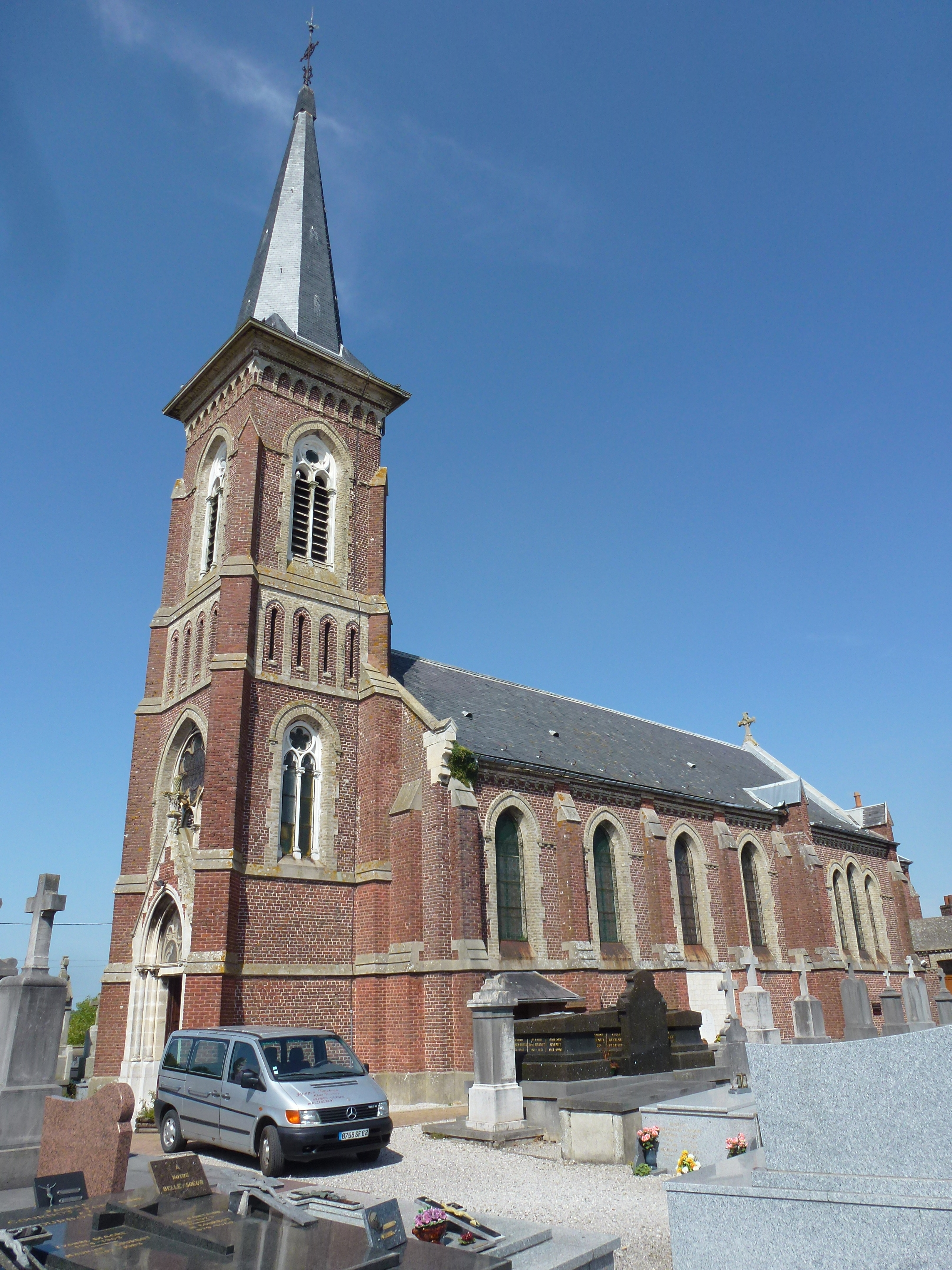
L'église Saint-Jean-Baptiste.
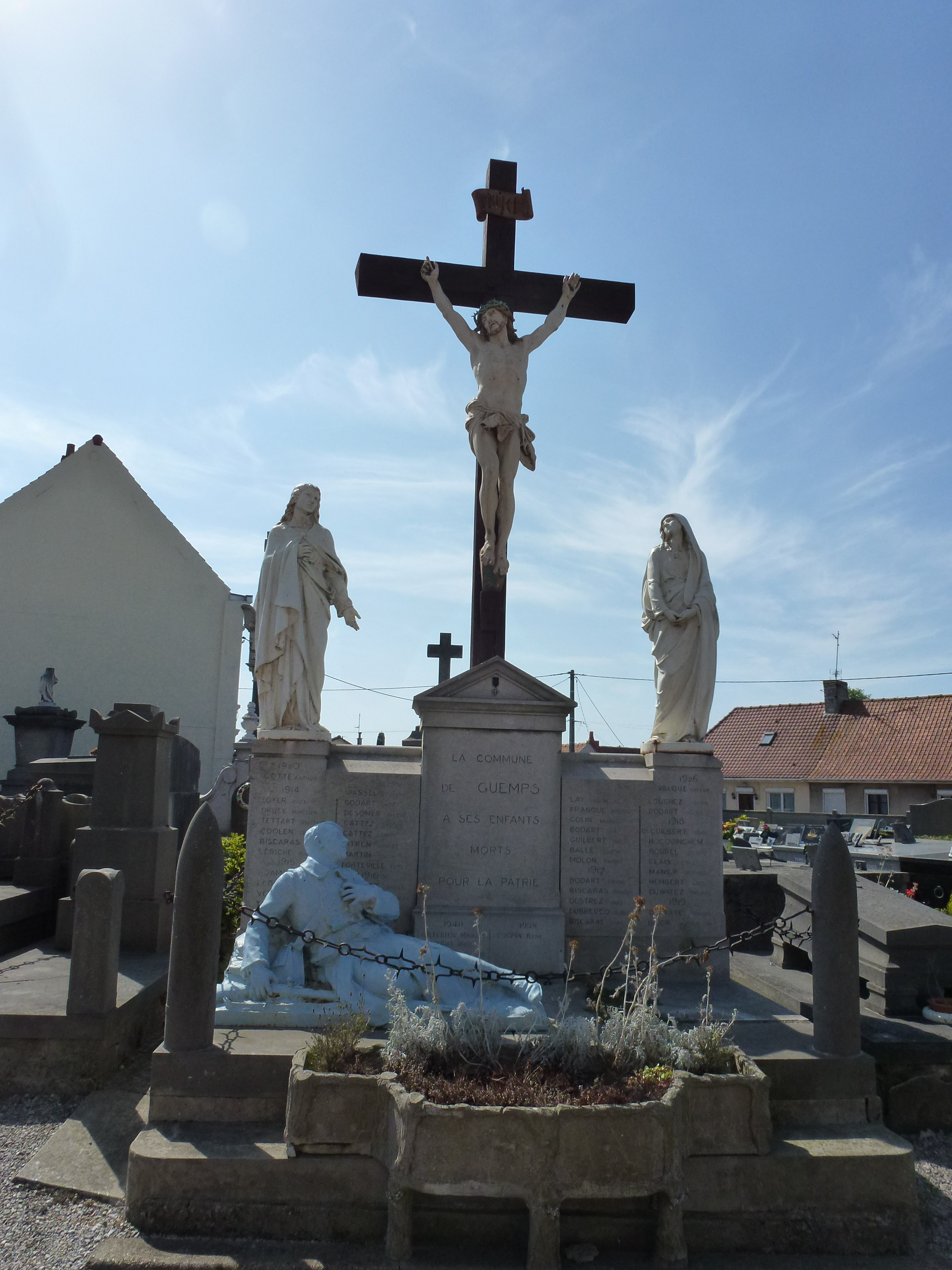
Le monument aux morts.
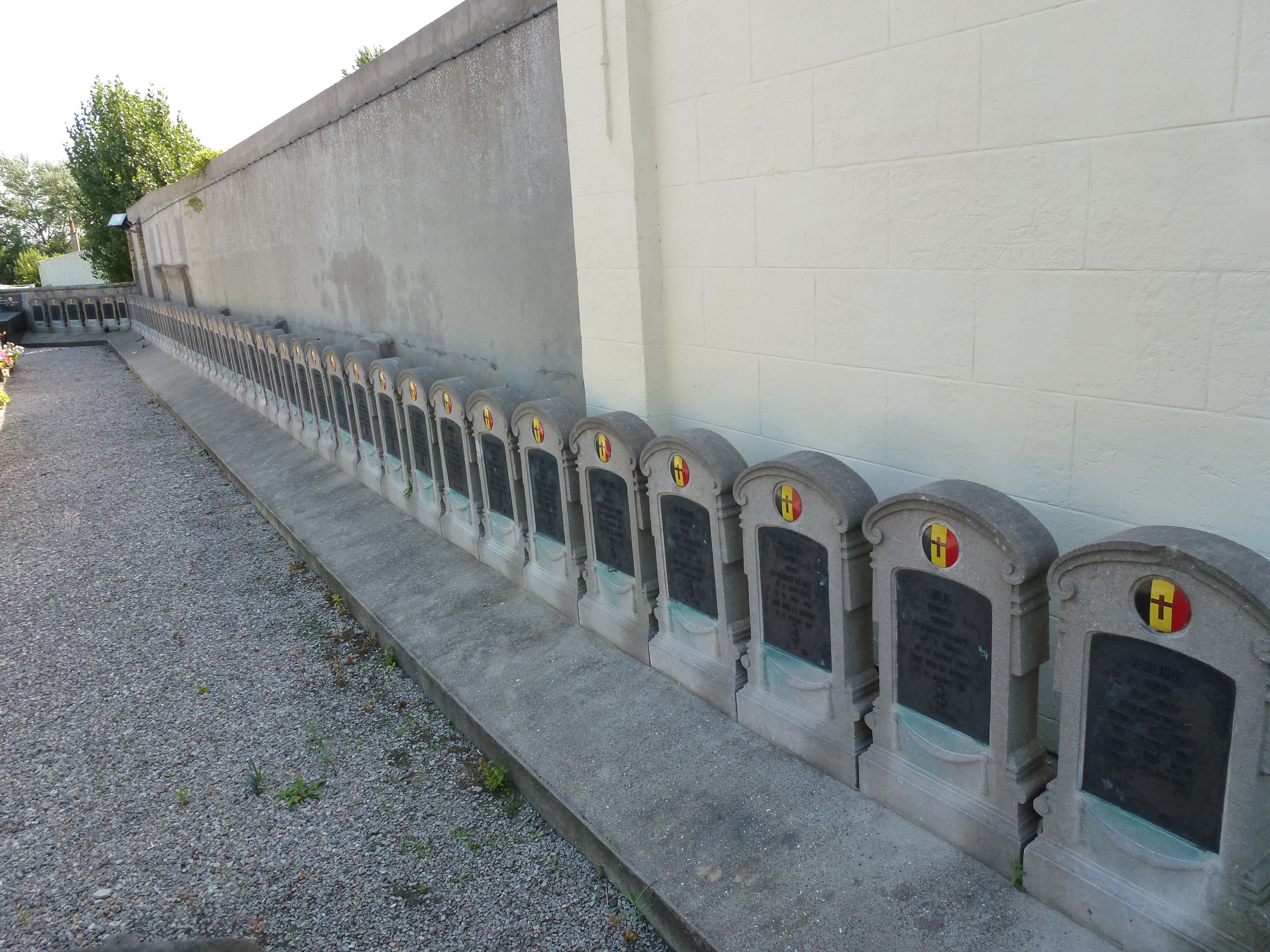
Les tombes de guerre belges.
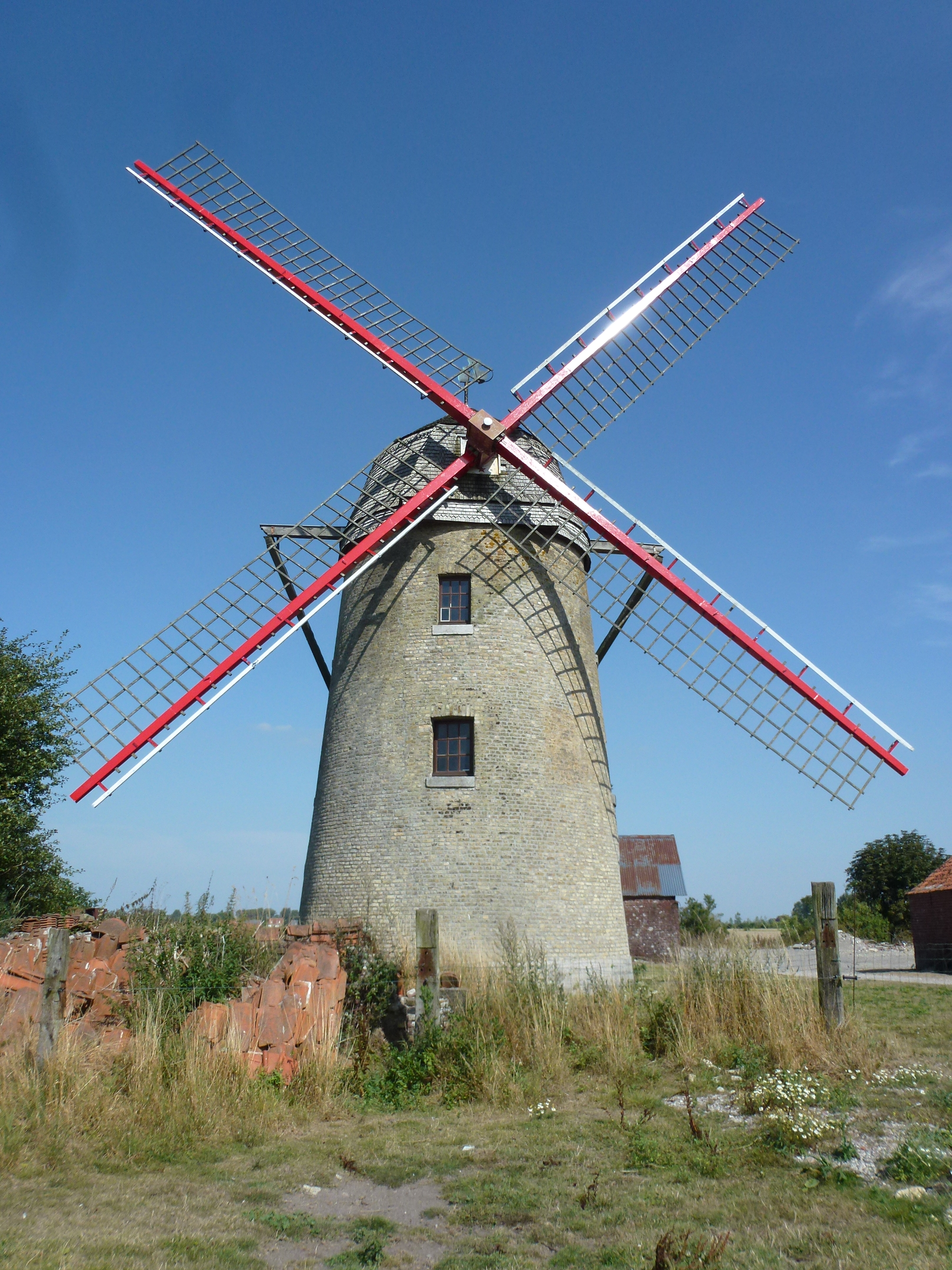
Le moulin à vent.

### La commune dans la littérature
- Place de l'Espigaou[66], roman de Alain Seyfried[67], le héros, l'inspecteur Van der Meulen est natif de Guemps.

### Personnalités liées à la commune
- Hippolyte Way (1831-1913), membre de la chambre de commerce de Paris, président de la Chambre syndicale des grains, farines et huiles, membre de la commission mixte des marchés de la guerre (a rendu des services exceptionnels en 1871 lors de la guerre franco-allemande de 1870 pour le ravitaillement de la ville de Paris), membre du jury[68][source insuffisante] à l'Exposition universelle de 1889, né dans la commune[69].
- Marie Duhem, née Sergeant (1871-1918), artiste peintre. Elle fait partie de l'École de Wissant, née dans la commune.
- Léon Lannoy (1889-1914), coureur cycliste ; vainqueur du Paris-Calais de 1910, considéré comme une révélation du Tour de France, mais malchanceux au Tour de France 1910, il quitta l'épreuve avant la fin. Il meurt le 29 août 1914 lors de la Première Guerre mondiale, né dans la commune[70],[71].
- Claude Gilliot (1940-2025), islamologue et religieux dominicain (o.p.), né dans la commune.

### Héraldique, logotype et devise
| Blason de Guemps | Blason  | D'azur à l'aigle au vol abaissé d'argent, becquée et armée de gueules; à la rivière abaissée d'argent brochante.                                                               |
| Blason de Guemps | Détails | L'aigle symbolise la majesté et l'empire, c'est-à-dire la domination des grands espaces. La rivière est le symbole de la vie. Le statut officiel du blason reste à déterminer. |

## Pour approfondir